# قانون خدمت پزشکان و پیراپزشکان
قانون خدمت پزشکان و پیراپزشکان قانونی مربوط به فارغ‌التحصیلان رشته‌های پزشکی است که اولین بار در دوره دوم مجلس شورای اسلامی با عنوان «قانون مربوط به خدمت پزشکان و پیراپزشکان» مورخ ۳۰ فروردین ۱۳۶۷ تصویب شد، سپس در ۱۳ مرداد ۱۳۷۰ در دوره سوم مجلس موادی از آن اصلاح شد و در تاریخ ۱۲ اردیبهشت ۱۳۷۵ قانون فعلی در دوره چهارم مجلس شورای اسلامی به تصویب رسید.

## طرح اجباری
یکی از اهداف اصلی قانون خدمت پزشکان و پیراپزشکان «طرح اجباری» است، که فارغ‌التحصیلان علوم پزشکی باید پس از پایان تحصیلات، جهت دریافت مدرک و ادامه تحصیل تا ۲۴ ماه طبق نظر وزارت بهداشت به آن مشغول شوند. محل انجام این طرح معمولاً مناطق دورافتاده تعیین می‌شود.

### رشته‌های شامل طرح اجباری
در حال حاضر ۱۸ رشته باید پس از فارغ‌التحصیلی به طرح اجباری اعزام شوند. این رشته‌ها عبارتند از:
1. پزشکی
2. دندانپزشکی
3. داروسازی
4. پرستاری
5. علوم آزمایشگاهی
6. تکنولوژی پرتوشناسی
7. تکنولوژی اتاق عمل
8. هوشبری
9. فوریت‌های پزشکی پیش بیمارستانی
10. مامایی
11. بهداشت عمومی
12. بینایی‌سنجی
13. شنوایی‌شناسی
14. کاردرمانی
15. گفتاردرمانی
16. فیزیوتراپی
17. فناوری اطلاعات سلامت
18. علوم تغذیه

در این میان رشته‌های مامایی، بهداشت عمومی، بینایی‌سنجی، شنوایی‌شناسی، کاردرمانی، گفتاردرمانی، فیزیوتراپی، فناوری اطلاعات سلامت و علوم تغذیه از اول آبان‌ماه ۱۴۰۲ شامل این طرح قرار گرفته‌اند.

### خودکشی پزشکان
طبق گفته معاون آموزشی و پژوهشی سازمان نظام پزشکی، در سال ۱۴۰۲ حداقل ۱۶ دستیار پزشکی یا پزشک مشغول به طرح در ایران به زندگی خود پایان دادند. این آمار در سال‌های ۱۴۰۰ و ۱۴۰۱ حداقل سیزده مورد بوده است. علت این خودکشی‌ها، مشکلاتی چون مسائل معیشتی و حقوق پایین، فرسودگی شغلی و شرایط نامناسب محل زندگی و ناامیدی از آینده عنوان شده است.
خودکشی پرستو بخشی، پزشک متخصص قلب و عروق در فروردین ۱۴۰۳ باعث توجه افکار عمومی به شرایط کاری پزشکان مشمول طرح اجباری شد.